# 出水総合医療センター
出水総合医療センター（いずみそうごういりょうセンター）は、鹿児島県出水市にある公立の病院である。

## 概要
- 所在地：鹿児島県出水市明神町200番地
- 病床数：334床（一般病棟330床　感染症病床4床）
- 開設年月日：1924年（大正13年）3月1日
- 地方公営企業法適用年月日：1968年（昭和43年）4月1日
- 名称：米ノ津町立病院→出水市立病院→出水総合医療センター
- 開設時の名称：米ノ津町立病院

## 沿革
- 1924年（大正13年）3月1日　米ノ津町立病院（現 出水総合医療センター）が開設される。
- 1954年（昭和29年） 合併に伴い名称が出水市立病院に変更される。
- 1968年（昭和43年）4月1日　出水市立病院に地方公営企業法が適用される。
- 1993年（平成5年）4月、脳神経外科が開設される。 7月、眼科・耳鼻咽喉科が開設される。11月、在宅介護支援センターが開設される。
- 1994年（平成6年）4月、麻酔科が開設される。6月、増改築第2期外来診療棟・管理棟（地下1階・地上2階・5,553.84m2）が完成、移転。7月、院外処方を開始。9月、泌尿器科が開設される。人工透析装置11基が設置される。人間ドック4床が開設される。11月、MRI装置が導入される。12月、一般病棟330床増床が認可される。275床で稼働。
- 1995年（平成7年）1月、放射線科外来が開始される。2月、総合病院の名称使用が許可される。4月、一般病棟330床で稼働。オーダリングシステムが導入される。臨床工学室が設置される。
- 1996年（平成8年）3月、新看護等の基準に係る届け出（新看護2.5対1A）。11月、新看護等の基準に係る届け出（新看護2.5対1A・15対1看補）
- 1997年（平成9年）3月、災害拠点病院に指定される。（地域災害医療センター）・エイズ治療拠点病院に指定される。6月、新看護等の基準に係る届け出（新看護2.5対1A・13対1看補）。11月、新看護等の基準に係る届け出（新看護2.5対1A・10対1看補）。12月、ヘリカル方式全身用X線CT装置が導入される。
- 1998年（平成10年）9月、外来診療が午前8時30分開始となる。
- 1999年（平成11年）3月、高気圧酸素治療装置が導入される。4月、第2種感染症指定医療機関に指定される。4床が認可される。一般内科、代謝内分泌科が院内に表示される。10月、院外処方が全診療科で開始される。
- 2000年（平成12年）4月、呼吸器科が開設され、診療科が16科となる。12月、人工透析室が増設される（144m2増築、15床から30床へ）。
- 2001年（平成13年）3月、ガンマカメラが更新される。
- 2002年（平成14年）1月、一般撮影用X線システムが更新される。3月、在宅介護支援センター・居宅介護支援事業所が廃止される。4月、職員用駐車場の用地を購入（3614.96m2）。10月、高圧蒸気滅菌装置が2台更新される。
- 2003年（平成15年）3月、連続血管撮影装置が更新される。4月、地域医療連携室が開設される。
- 2004年（平成16年）1月、医療情報システムが更新される（NEC）。4月、診療情報管理室が開設される。
- 2005年（平成17年）3月、リニアックが更新される。11月、日本医療機能評価機構より「審査体制区分3（Ver5.0）」に認定される。
- 2006年（平成18年）1月、MRIが更新される。3月、合併に伴い、出水総合医療センターに名称が変更される。4月、ホームページが開設される。5月、南館が改築される。7月、化学療法室が開設される。

## 診療科
- 総合内科
- 循環器内科
- 腎臓内科
- 神経内科
- 呼吸器外科
- 小児科
- 消化器疾患センター(消化器内科、外科)
- 整形外科
- 産婦人科
- 皮膚科
- 脳卒中センター(脳神経外科)
- 眼科
- 泌尿器科
- 麻酔科
- 放射線科
- 院内掲示（代謝内分泌科・血液内科）

## アクセス
- 肥薩おれんじ鉄道米ノ津駅より徒歩15分
- 南国交通・出水ふれあいバス「出水総合医療センター前」バス停下車